# Paul Washer
Paul David Washer (* 11. září 1961) je americký protestantský kazatel, spisovatel, publicista a misionář, zdůrazňující kalvinistickou nauku o ospravedlnění a posvěcený život věřících.
Ke křesťanství konvertoval během studia práv na univerzitě, následně absolvoval Southwestern Baptist Theological Seminary a působil deset let jako misionář v Peru. Od roku 2010 bydlí ve Virginii.
Roku 1988 založil misijní společnost HeartCry. Bývá řazen k hnutí nového kalvinismu, byť sám na adresu tohoto hnutí vyjádřil některé kritické připomínky.
Roku 2017 navštívil Českou republiku, kde přednášel na konferenci Českého biblického institutu v Kroměříži. V češtině vyšly jeho knihy Deset bodů obžaloby proti současné církvi (2017) a Evangelium Ježíše Krista (2018).